# Pierina Luza
Pierina Luza Palomin – peruwiańska zapaśniczka walcząca w stylu wolnym. Srebrna medalistka igrzysk boliwaryjskich w 2009. Mistrzyni panamerykańska juniorów z 2009 roku.